# Tachina piceifrons
Tachina piceifrons là một loài ruồi trong họ Tachinidae.